# 眉鬚鱗頭鮋
眉鬚鱗頭鮋（学名：Sebastapistes strongia），又名石狗公、石頭魚，为輻鰭魚綱鮋形目鮋亞目鮋科鱗頭鮋屬下的一个种，為熱帶海水魚，分布於印度太平洋紅海、東非至社會群島，北起琉球群島，南至澳洲昆士蘭海域，棲息深度0-37公尺，體長可達9.5公分，棲息在礁石平台，生活習性不明，具有毒性。